# پروپاگاندای آمریکا در جنگ جهانی دوم

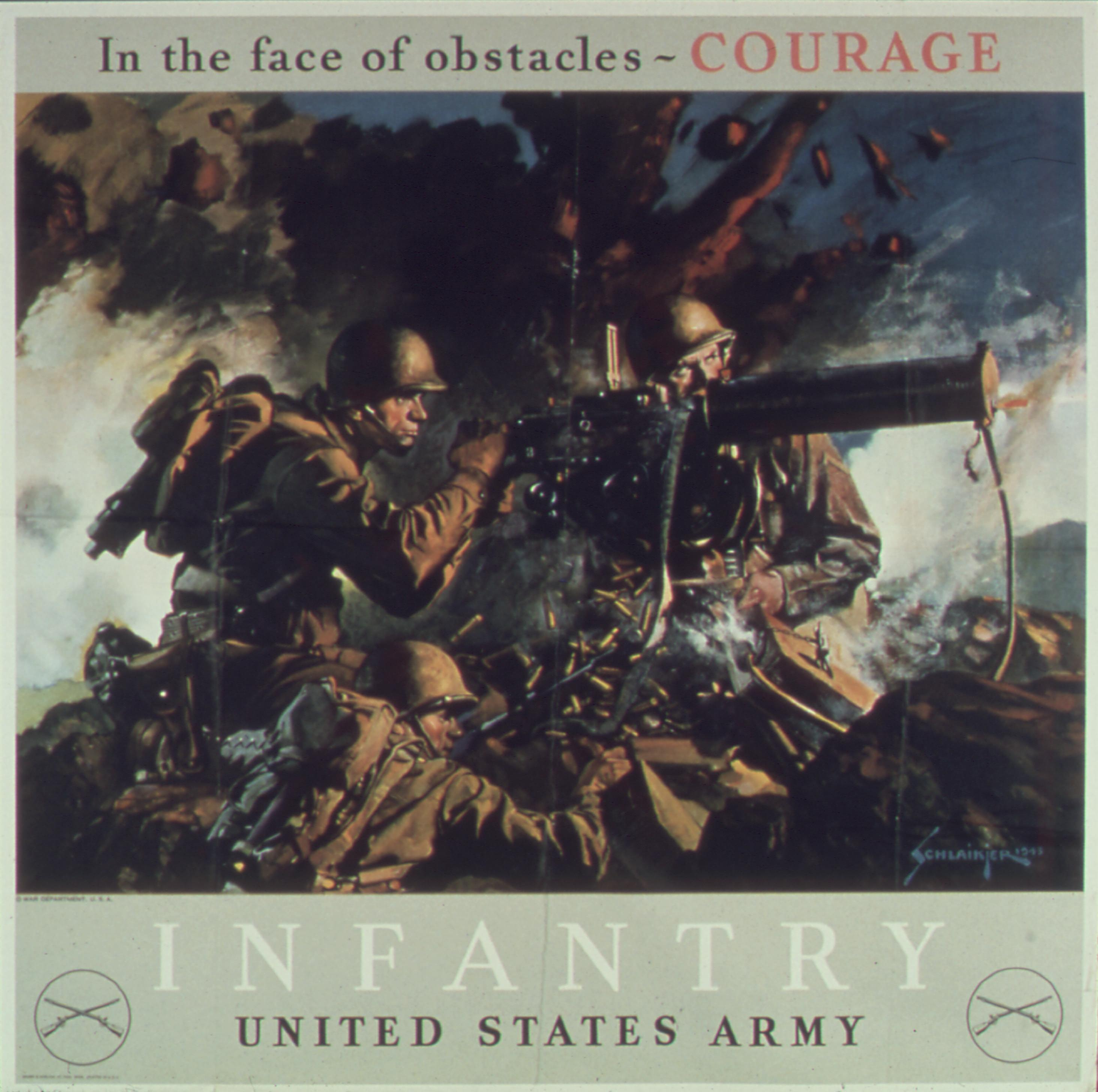
در مواجهه با موانع اراده

در جنگ جهانی دوم (۱۹۴۱–۴۵) آمریکا از پروپاگاندا برای حمایت از جنگ و قول پیروزی متفقین استفاده کرد و مجموعهٔ وسیعی از رسانه‌ها، مبلغان دامن زن به نفرت نسبت به دشمن و حمایت از متفقین آمریکا را به کار گرفت تا مردم از جنگ و هزینه‌های جنگی و باغ پیروزی بیشتر حمایت کنند و متقاعد شوند که صرفه جویی کنند تا از جنگ و خرید اوراق مشارکت جنگ بیشتر حمایت شود. وطن پرستی در مرکز تبلیغات جنگ قرار داشت. به صورت مشخص در کمپین‌های خرید اوراق مشارکت جنگ، ارتقای کارایی کارخانه‌ها، کاهش شایعات ناخوشایند و روحیهٔ مقاوم مردمی نمودار بود. جنگ نقش تبلیغات صنایع در جامعهٔ آمریکا را مستحکم و نقدها را منحرف کرد.

## نگارخانه

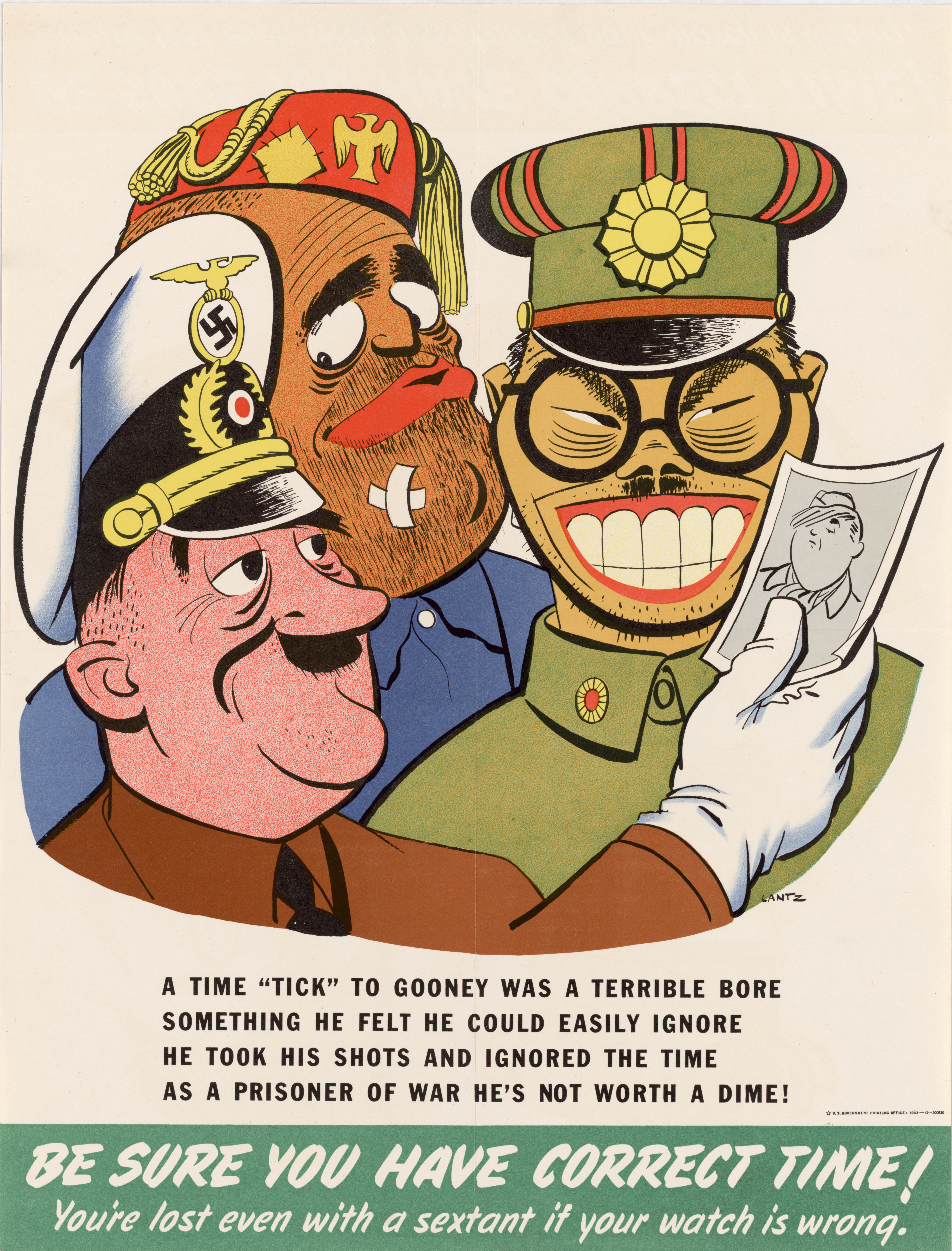
مطمئن باش حق با توست! این آگهی برای دانشجویان ناوبری، آموزش همراه با کاریکاتوری از رهبران دشمن.